# Carl Ehrenberg
Karol Emil Teodor Ehrenberg (ur. 5 kwietnia 1878 w Dreźnie, zm. 26 lutego 1962 w Monachium) – kompozytor niemiecki.
Studiował w konserwatorium drezdeńskim pod kierunkiem Felixa Draesekego. Pracował jako dyrektor orkiestr w Dortmundzie, Würzburgu, Poznaniu, Augsburgu, Metzu i Lozannie. W 1922 roku został dyrektorem Opery Berlińskiej. W latach 1925–1935 współpracował z Musikhochschule Köln, po 1945 w Musikhochschule München. 
Ehrenberg skomponował jedną operę, dwie symfonie, dwie suity orkiestrowe, jedną uwerturę, a także utwory na chór męski z orkiestrą, koncert wiolonczelowy, muzykę kameralną, teatralną i pieśni.